# Landwasser (Mandau)
Das Landwasser, je nach Lage auch Altes Wasser, Auenwasser, Dorf-, Fließ-, Grenzbach, Vorderes Wasser oder kurz Baach genannt, ist ein 15 Kilometer langer Bach und ein Zufluss der Mandau.

## Verlauf
Das Landwasser entspringt auf der Löbauer Wiese westlich von Walddorf. Auf seinem weiteren Weg durchfließt es die Reihendörfer Eibau und Oderwitz, bevor es im Mittelherwigsdorfer Ortsteil Scheibe am westlichen Fuß des Landberges (313 m ü.NN) in die Mandau mündet. Zum Schutz vor Überschwemmungen wurde der Bach in seinem Verlauf stark begradigt und reguliert. Zuflüsse des Landwassers sind unter anderem das Grundwasser, der Spitzkunnersdorfer Bach, das Bleicheteichwasser und das Neufeldenwasser.
Auf seinem Weg wird das Landwasser von vielen Brücken überspannt, die bedeutendsten sind dabei das alte Eisenbahnviadukt der Bahnstrecke Löbau–Zittau in Oberoderwitz und die Landbergbrücke zwischen Mittelherwigsdorf und Oderwitz, über die auch die Bundesstraße 96 verläuft.

## Geschichte
Zahlreiche Katastrophenfluten stehen in Zusammenhang mit dem Landwasser. Für das 16. bis 19. Jahrhundert wurden durch Korschelt (1871) und Kruschwitz (1880) in ihren Chroniken insgesamt 22 Hochwasser verzeichnet. Während der Hochwasser von 1595, 1666, 1674 und 1880 ertranken über 35 Menschen in den Fluten. Hinzu kamen Schäden an Gebäuden, Brücken und Fluren. So wurden selbst ganze Anwesen mit Menschen, Tieren und Hausrat von den Wassermassen weggerissen.

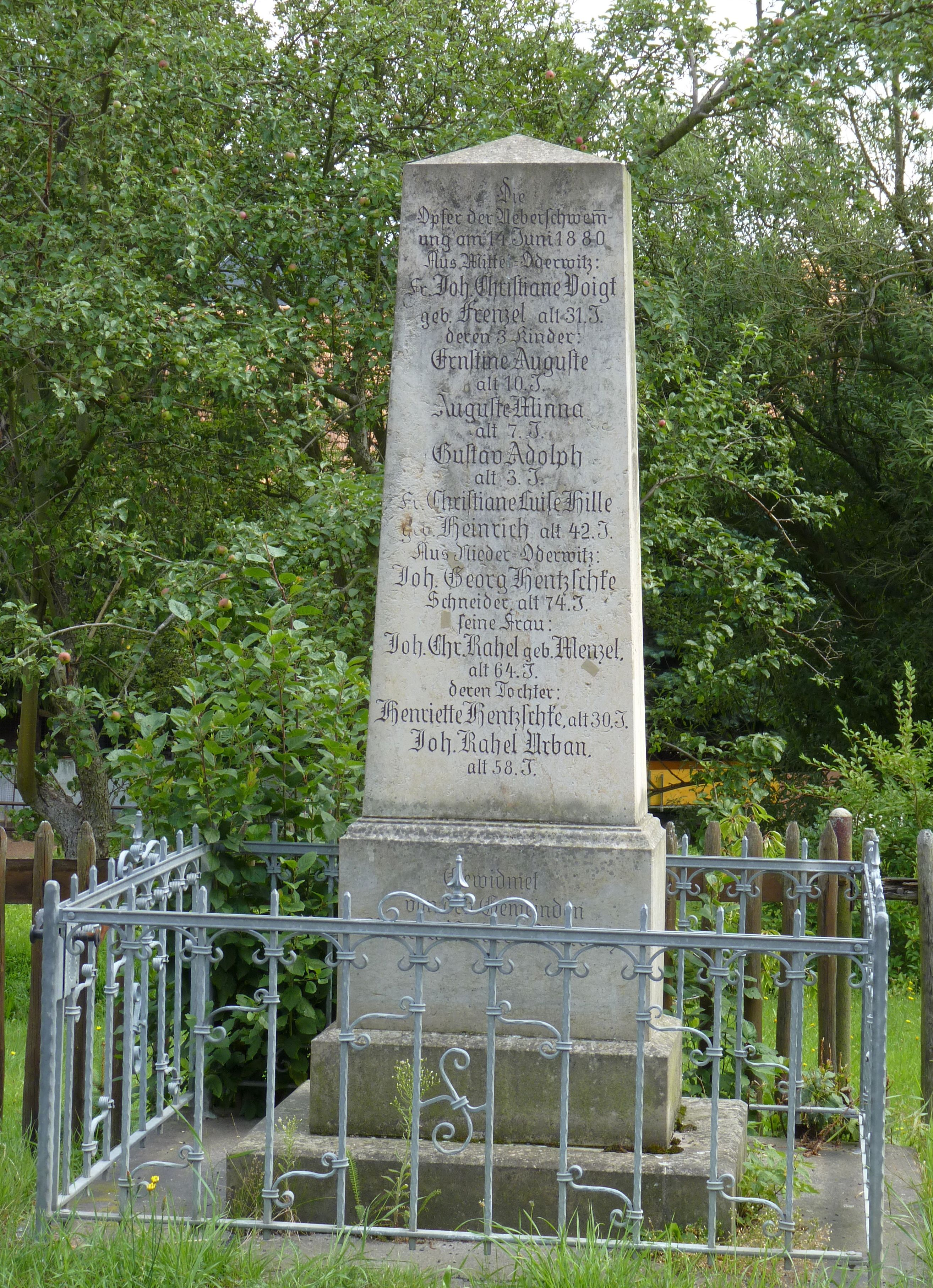
Gedenkstein an die Opfer des Hochwassers von 1880

Das größte Hochwasser dieser Art ereignete sich vom 13. bis 15. Juni 1880 bei dem allein elf Menschen in Mittel- und Niederoderwitz und weitere in Zittau umkamen. Während dieser Tage wurden über 300 Häuser beschädigt. Zur Koordinierung der Hilfsmaßnahmen reiste König Albert von Sachsen persönlich an. Die Aufräum- und Instandsetzungsaufgaben zogen sich bis in den August 1880 hin. 1883 wurde den Opfern der Flut ein Gedenkstein am Ufer des Landwassers in Niederoderwitz gesetzt, der heute noch erhalten ist.
Weitere schwere Überschwemmungen gab es in den Jahren 1966 und 1981. Nach schweren Regenfällen am 7. August 2010, bei dem der Pegel des Landwassers auf über zwei Meter anstieg, ereignete sich ein weiteres Hochwasser, sowie eins am 9. Juni 2013.
Ursache dieser schweren Überschwemmungen sind Wolkenbrüche und Starkniederschläge am Kottmar und Oberoderwitzer Spitzberg, die vorwiegend in Richtung des Landwassers, aber auch der Pließnitz ablaufen. Durch die weitestgehende Entwaldung des Gebiets besitzt der Boden nur eine geringe wasserhaltende Kraft, was den Effekt verstärkt. Auch durch schnell einsetzendes Tauwetter wurden mehrere Hochwasser ausgelöst. Um die Auswirkungen von Hochwassern so gering wie möglich zu halten, wurde das Bachbett begradigt und reguliert, um so einen schnellen Abfluss der Wassermassen zu gewährleisten. Als eine weitere Maßnahme schütteten viele Anwohner ihre Grundstücke auf.

## Fauna und Flora
Aufgrund der Tatsache, dass der Verlauf des Landwassers hauptsächlich durch bebaute Gebiete führt, fehlt eine ausgeprägte Bachaue größtenteils. Am Oberlauf in Eibau und Teilen von Oberoderwitz fehlt außerdem der Uferstreifen fast vollständig, was sich bei Hochwasser dramatisch auswirkt. Lediglich am Unterlauf kurz vor der Mündung in die Mandau findet sich eine Bachaue, die wiederum einen Teil des FFH-Gebietes Mandautal bildet.

## Nutzung

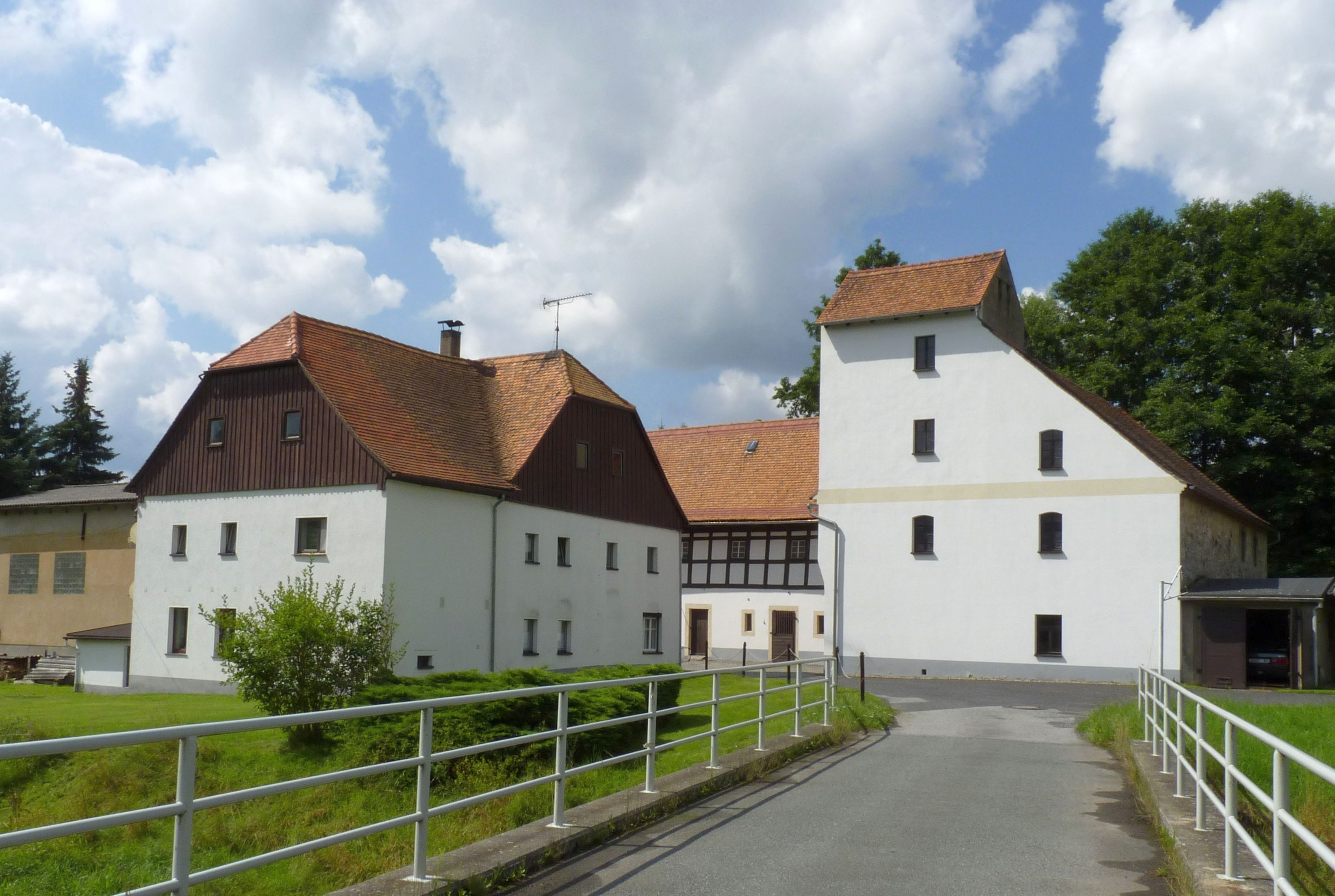
Die Niedermühle in Niederoderwitz

Entlang des Landwassers wurden ab dem 16. Jahrhundert insgesamt acht Wassermühlen errichtet, allein sieben davon in Oderwitz. Zum Betrieb der Mühlen wurden mehrere Stauwehre errichtet, von denen die meisten heute noch stehen. Als die Wasserkraft des Landwassers in den 1930er-Jahren aber nachließ, stellten die meisten dieser Mühlen ihren Betrieb auf Diesel- oder Elektromotoren um oder ganz ein.
Ein Großteil der Mühlen ist heute noch erhalten, aber einzig die Bertholdmühle ist noch in Betrieb und produziert Mehle für die ansässigen Bäckereien. Die Felsenmühle in Mittelherwigsdorf stellte ihren Mahlbetrieb zwar schon vor dem Zweiten Weltkrieg ein, erzeugte aber mittels einer Turbine bis in die 1970er-Jahre elektrischen Strom für den Eigengebrauch. Auch die Oberoderwitzer Stoll-Mühle wurde zur Erzeugung elektrischer Energie und später noch als Umspannwerk genutzt. Weitere Mühlen am Landwasser waren die Feldmühle am Fuße des Adlerberges und die Hahmann-Mühle in Oberoderwitz, sowie die Ober-, Mittel- und Niedermühle in Niederoderwitz.
Heute wird das Landwasser hauptsächlich für die Abwasserentsorgung genutzt. Der Abwasserzweckverband „Landwasser“, dem die Gemeinden Kottmar, Oderwitz und Mittelherwigsdorf angehören, betreibt zu diesem Zweck eine Kläranlage nahe der Mandaumündung.